# Di Livio Jungschleger
Di Livio Jungschleger (Maastricht, 7 juli 1997) is een Nederlands voetballer die als linksbuiten voor MVV Maastricht speelde.

## Carrière
Di Livio Jungschleger speelde in de jeugd van MVV Maastricht, waar hij in 2016 een contract tot 2018 tekende. In het seizoen 2016/17 zat hij drie wedstrijden op de bank voor MVV in de Eerste divisie, maar hij kwam nog niet in actie. Hij debuteerde in het seizoen 2017/18, in de met 2-1 verloren uitwedstrijd tegen FC Emmen op 27 november 2017. Hij kwam in de 90+1e minuut in het veld voor Matisse Thuys. In 2018 vertrok hij naar het Belgische KFC Heur-Tongeren, waar hij een seizoen speelde. In 2019 vertrok hij naar Spouwen-Mopertingen, maar na een maand vertrok hij naar White Star Schoonbeek Beverst.

### Statistieken
| Seizoen                        | Club           | Land           | Competitie     | Competitie | Competitie | Beker | Beker | Totaal | Totaal |
| Seizoen                        | Club           | Land           | Competitie     | Wed.       | Dlp.       | Wed.  | Dlp.  | Wed.   | Dlp.   |
| ------------------------------ | -------------- | -------------- | -------------- | ---------- | ---------- | ----- | ----- | ------ | ------ |
| 2016/17                        | MVV Maastricht | Nederland      | Eerste divisie | 0          | 0          | 0     | 0     | 0      | 0      |
| 2017/18                        | MVV Maastricht | Nederland      | Eerste divisie | 1          | 0          | 0     | 0     | 1      | 0      |
| Carrièretotaal                 | Carrièretotaal | Carrièretotaal | Carrièretotaal | 1          | 0          | 0     | 0     | 1      | 0      |
| Bijgewerkt op 12 februari 2019 |                |                |                |            |            |       |       |        |        |